# Le Chevalier miséricordieux
Le Chevalier miséricordieux – ou en anglais The Merciful Knight – est un tableau du peintre britannique Edward Burne-Jones terminé en 1863. De format vertical, cette aquarelle sur papier est une peinture chrétienne exécutée dans un style préraphaélite. Elle représente Jean Gualbert qui s'est agenouillé en armure face à un crucifix dont la statue de Jésus-Christ se penche pour l'embrasser. À l'arrière-plan, un homme s'éloigne vers la forêt à cheval : celui qui a tué son frère, mais dont il a lui-même épargné la vie en renonçant à sa vengeance, par une miséricorde en appréciation de laquelle s'accomplit le miracle. L'œuvre est conservée au Birmingham Museum and Art Gallery, à Birmingham.